# Valy u Přelouče
Valy u Přelouče – przystanek kolejowy w Valach, w kraju pardubickim, w Czechach. Znajduje się na wysokości 220 m n.p.m.
Na przystanku nie ma możliwości zakupu biletu, a obsługa podróżnych odbywa się w pociągu.

## Linie kolejowe
- 010 Kolín – Česká Třebová